# Carlentini
Carlentini est une commune de la province de Syracuse, dans la région de la Sicile, en Italie.

## Administration
| Période                                  | Période  | Identité       | Étiquette | Qualité |
| ---------------------------------------- | -------- | -------------- | --------- | ------- |
| 10 juin 2013                             | En cours | Giuseppe Basso |           |         |
| Les données manquantes sont à compléter. |          |                |           |         |

### Hameaux
Pedagaggi

### Communes limitrophes
Augusta, Buccheri, Catane, Ferla, Francofonte, Lentini, Melilli, Sortino

## Histoire
La ville a été fondée et fortifiée par Charles Quint. Elle a presque entièrement été détruite en 1693 dans un tremblement de terre.